# Heterophasia melanoleuca
Síbia-de-dorso-preto ou sibia-de-dorso-negro (Heterophasia melanoleuca) é uma espécie de ave da família Timaliidae.
Pode ser encontrada nos seguintes países: China, Laos, Myanmar, Tailândia e Vietname.
Os seus habitats naturais são: regiões subtropicais ou tropicais húmidas de alta altitude.